# 吞食天地II 諸葛孔明傳
《吞食天地II 諸葛孔明傳》，是一款由卡普空於1991年4月5日發行的FC遊戲機用遊戲卡匣軟體。游戏與1989年發行的前作《吞食天地》均屬角色扮演遊戲。

## 玩法

图为战斗中玩家（左侧）布置了“鹤翼阵”，画面中第三位武将默认比其他角色前进一步；第一位武将正被下达指令，故亦前进一步

《吞食天地II》为角色扮演游戏，采用随机遇敌与回合制战斗方式。
玩家在战斗中可以进行普通攻击、发动策略（相当于魔法）、使用道具、或是撤退。玩家必须在战斗前指定一名角色当“军师”方能使用策略，且策略点（相当于魔法值）和可使用的策略种类亦由军师能力决定。游戏中的生命值由兵力值表示，将敌方全部角色生命值攻击为0即为获胜，玩家可获得经验值和金钱。游戏中经验值由全队共用，经验值累计到一定程度就会升级，继而提升兵力值、策略点，并习得新策略；金钱则可用来购买提升攻击和防御的装备，或是购买道具。若玩家方生命值全部为0即为战败。战败后游戏不会结束，角色会回到返回最近去过的城镇。
游戏中会有数十名武将加入玩家，这些武将有固定的能力值——武力、智力和速度。而玩家可从中选择至多7人組成戰鬥隊伍，而其中能夠參加戰鬥的只有隊列前方的5人。此外，被任命為軍師的角色將被強制置於隊伍的最後方，一旦隊伍超過6人，军师即無法參加戰鬥。本作废除了《吞食天地》中可自由招募其他勢力武將的系統；然而前作中，玩家队伍只有个别武将能提兵力值上限，本作中玩家軍所有武將均可隨著等級提升而增加兵力值上限。而前作的“兵粮”系统在本作中被取消。
在前作中，每名角色最多只能同时掌握六种计策，而本作中计策则分为火计、水计、落石计、回复计、阵形和特殊策略六类。前三类用与战斗中攻击敌方，回复类则可在战斗内外恢复兵力，这些计策可以对一人或全体队伍使用，亦可随队伍等级提高而升级。其余增益/减益等计策则归类于特殊计策中。阵型是本作新引入的概念，玩家在地图或战斗中布置阵型后，各个角色的能力将会发生变化，一些阵型还有反弹对方攻击等特殊效果；队伍战斗人数不足五人时无法布阵，而人数过少亦会使队伍散开。
在前作任何角色都可以装备任意武器，而本作武器分为剑、刀、枪、斧、弓五类，每名角色只能装备一种类型的武器，强制装备其他类型的武器则没有效果。

## 劇情
游戏主角為劉備與諸葛亮兩人。有別於前作自劉備組織義勇軍起兵開始的劇情，此作從劉備擊敗袁術並與董承計畫暗殺曹操的劇情開始，到夏侯淵於漢中被擊殺為止，大致上與《三國演義》的劇情走向雷同。之後劇情演變為諸葛亮率領蜀軍與曹操、曹丕及司馬懿等人展開連番決戰，最終結局為劉備軍一統天下。
游戏从淮南袁术称帝，刘备奉旨讨伐，途中参加董承暗杀曹操的计划开始，然而東窗事發，刘备与关羽、张飞失散。关羽得知刘备在袁绍后，便过五关斩六将前去会合，最终三人团聚并投奔荆州的刘表。刘备三顾茅庐后请到了军师诸葛亮，同时剿灭袁绍的亦曹操兴兵南征，诸葛亮联合孙权在赤壁击败了曹操。之后诸葛亮平定了荆州的曹操部队，以及荆南四郡。为了重建战火后的荆州，诸葛亮离开了队伍，并由庞统代理军师，协助益州的刘璋对抗汉中的张鲁。然而刘璋背叛了刘备军，庞统在进攻成都的途中中箭身亡。在诸葛亮的率领下，刘备攻下了益州。之后诸葛亮率军北伐，击败了曹操。其子曹丕欲报父仇，却被军师司马懿背叛。最终诸葛亮击败了司马懿，统一了中原。

## 影响
由於本作的遊戲系統相當受到歡迎，在網路上出現了由網友自行改造的版本，如《吞食曹魏》、《吞食孙吴》和《秋风五丈原》等。这些改变版本除了地圖與一般戰鬥系統設定與本作相同外，另外添加了幾個不同的腳本以及新的策略值與設定。
本作是中国大陆最最早有汉化的FC游戏之一，盗版汉化商有译作“吞食天地III”。